# Viktor Savčenko
Viktor Grygorovyč Savčenko (in russo Виктор Григорьевич Савченко?, in ucraino Віктор Григорович Савченко?, Viktor Hryhorovyč Savčenko; 17 settembre 1952) è un ex pugile sovietico, dal 1992 ucraino.

## Palmarès

### Olimpiadi
- 2 medaglie:
  - 1 argento (Mosca 1980 nei -75 kg)
  - 1 bronzo (Montréal 1976 nei -71 kg)

### Mondiali dilettanti
- 1 medaglia:
  - 1 oro (Belgrado 1978 nei -71 kg)

### Europei dilettanti
- 3 medaglie:
  - 1 oro (Halle 1977 nei -71 kg)
  - 2 argenti (Spodek 1975 nei -71 kg; Colonia 1979 nei -71 kg)